# Verfassungsgericht der Russischen Föderation

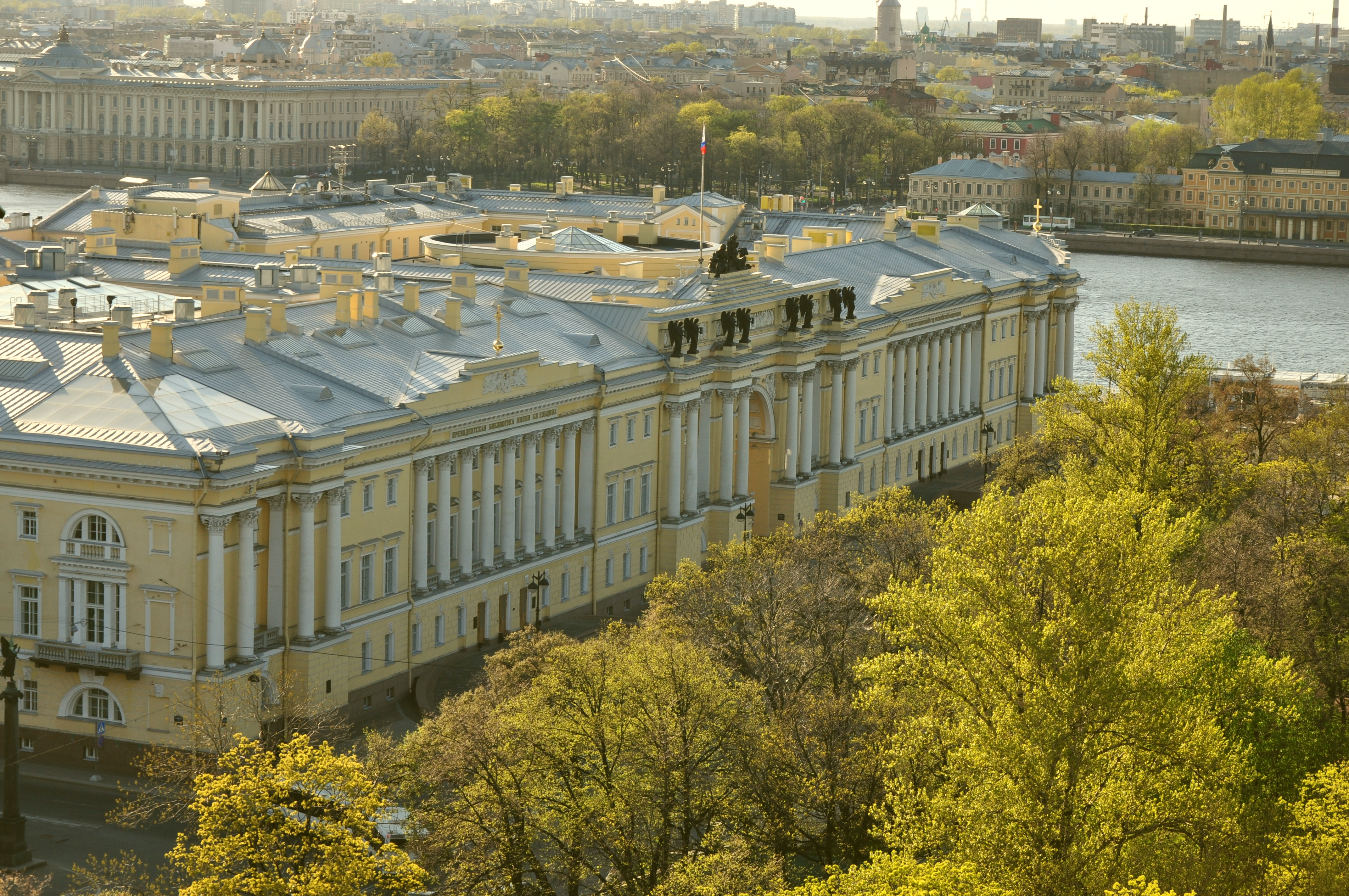
Das Gebäude des Verfassungsgerichts der Russischen Föderation („Senat und Synode“) in St. Petersburg

Das Verfassungsgericht der Russischen Föderation (russisch Конституционный суд Российской Федерации) ist das russische Verfassungskontrollorgan.
Das Gericht wurde 1991 gegründet. Es überprüft föderale Gesetze und andere Rechtsnormen auf ihre Vereinbarkeit mit der Verfassung der Russischen Föderation. Seit 2008 ist der Sitz des Verfassungsgerichts Sankt Petersburg.

## Aufgabe
Aufgabe des Verfassungsgerichts ist der Schutz der Verfassung, der Bürger- und Menschenrechte und die Sicherung der Verfassungshoheit auf dem gesamten Gebiet der Russischen Föderation. Die Zuständigkeiten sowie das Verfahren des Verfassungsgerichts sind im Verfassungsgerichtsgesetz (VerfGG) geregelt. Art. 3 VerfGG enthält eine Öffnungsklausel, nach der in Föderationsverträgen und föderalen Verfassungsgesetzen weitere Kompetenzen des Gerichts bestimmt werden können.

## Zusammensetzung

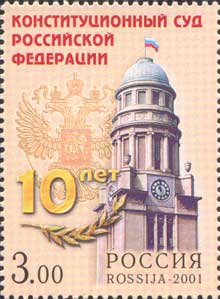

Das Verfassungsgericht besteht aus zwei Kammern, die wesentlichen Streitfälle werden jedoch im Plenum behandelt, in dem die Richter beider Kammern vertreten sind.
Die am 4. Juli 2020 veröffentlichte neue Verfassung der Russischen Föderation sieht vor, dass das Gericht statt bislang 19 nur noch 11 Richter hat. Die überzähligen amtieren bis zu ihrem Ausscheiden weiter. Nach wie vor werden die Verfassungsrichter gemäß Art. 128 Abs. 1 der Verfassung auf Vorschlag des Präsidenten Russlands vom Föderationsrat ernannt. Es besteht eine Altersgrenze von 70 Jahren; diese gilt allerdings nicht für den Gerichtspräsidenten. Verfassungsrichter können nicht wiedergewählt werden.
An die Kandidaten für das Amt des Verfassungsrichters werden neben der russischen Staatsbürgerschaft und einem Mindestalter von 40 Jahren weitere Anforderungen gestellt. Es werden eine hohe Reputation, höhere juristische Ausbildung, wenigstens 15 Jahre Arbeitserfahrung in einem juristischen Beruf und eine anerkannte hohe Qualifikation im Bereich des Rechts gefordert. Daher haben aktuell 12 Verfassungsrichter den wissenschaftlichen Grad des Doktors der Rechtswissenschaften.
Ein Abgeordnetenmandat, ein anderes Staatsamt, die Unterhaltung einer privaten Anwaltskanzlei sowie politische Betätigung sind mit dem Richteramt unvereinbar.
Die Befugnisse der Verfassungsrichter können in gesetzlich vorgesehenen Fällen aufgehoben oder eingeschränkt werden.
Das Gericht ist bei Anwesenheit von mindestens drei Vierteln der Richter entscheidungsfähig.

## Vorsitzende des Verfassungsgerichts

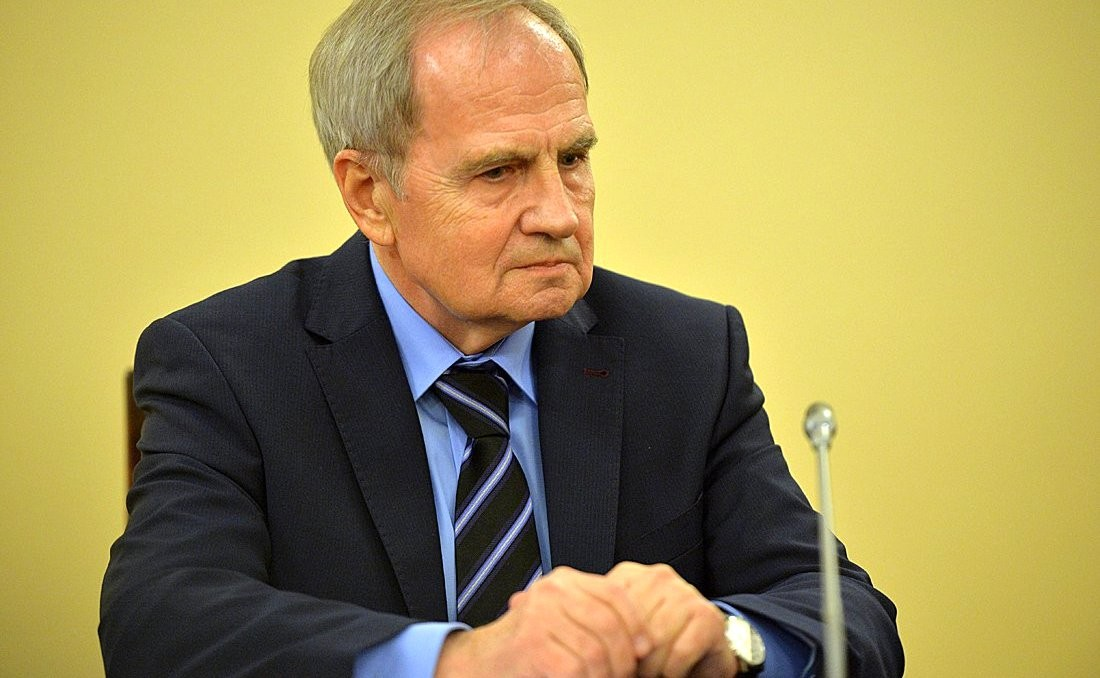
Waleri Sorkin, Vorsitzender des Verfassungsgerichts seit 2003

- 29. Oktober 1991 bis 6. Oktober 1993: Waleri Sorkin (bis 16. Mai 1992 als Vorsitzender des Verfassungsgerichts der RSFSR).
- 13. Februar 1995 bis 20. Februar 1997: Marat Wiktorowitsch Baglaĭ
- 20. Februar 1997 bis 21. Februar 2003: Wladimir Alexandrowitsch Tumanow
- seit 21. März 2003: Waleri Sorkin (erneut).

## Zuständigkeiten
Das Verfassungsgericht prüft stets die Verfassungsmäßigkeit von Rechtsnormen. 
Folgende Rechtsnormen sind zu unterscheiden:
1. Auf Bundesebene: Bundesgesetze und Normativakte des Präsidenten der Russischen Föderation, des Föderationsrates, der Staatsduma und der Regierung der Russischen Föderation
2. auf Ebene der Föderationssubjekte: Verfassungen der Republiken, Statuten sowie Gesetze und andere Normativakte der Subjekte der Russischen Föderation, die zu Fragen erlassen wurden, die in die Zuständigkeit der Organe der Staatsgewalt der Russischen Föderation und in die gemeinsame Zuständigkeit der Organe der Staatsgewalt der Russischen Föderation und der Organe der Staatsgewalt der Subjekte der Russischen Föderation fallen.
3. Verträge zwischen den Organen der Staatsgewalt der Russischen Föderation und jenen der Subjekte der Russischen Föderation sowie Verträge zwischen den Organen der Staatsgewalt der Subjekte der Russischen Föderation
4. Nicht in Kraft getretene internationale Verträge der Russischen Föderation.

Allerdings kann das Gericht nicht von sich aus tätig werden, sondern muss angerufen werden.
Folgende Verfahren sind vorgesehen:
- abstrakte Normenkontrolle
- konkrete Normenkontrolle
- Organstreit
- Kompetenzstreit zwischen der Föderation und ihren Subjekten
- Beschwerden wegen der Verletzung der Verfassungsrechte und Freiheiten der Bürger. Geprüft wird die Verfassungsmäßigkeit eines Gesetzes, das in einem konkreten Fall angewendet wurde, nicht einzelne Gerichtsurteile oder Handlungen der Exekutive. Ein Institut wie die deutsche Verfassungsbeschwerde gibt es in Russland nicht.[4]
- Rechtsgutachten

Das Verfassungsgericht kann auch angerufen werden, um Fragen der Verfassungsauslegung zu klären. Die Auslegung des Verfassungsgerichts ist offiziell und verbindlich.

## Bedeutende Entscheidungen

### Erster Tschetschenienkrieg
Am 31. Juli 1995 wurde das Tschetschenien-Urteil in einer Plenarsitzung verkündet. Das Verfassungsgericht erklärte die Dekrete des Präsidenten und Verordnungen der Regierung, die als Rechtsgrundlage für den Kampfeinsatz der russischen Streitkräfte ab Ende 1994 im Ersten Tschetschenienkrieg gedient hatten, für verfassungsmäßig, da der Präsident und die Regierung im Rahmen ihrer verfassungsmäßigen Kompetenz gehandelt hätten.

### Todesstrafe
Das Verfassungsgericht setzte 1999 ein Moratorium in Kraft, das alle Todesurteile aussetzte und verbot, weitere Todesurteile auszusprechen. Im Jahre 2009 entschied das Gericht, dass die Russische Föderation sich mit der Unterzeichnung der Europäischen Menschenrechtskonvention, welche die Todesstrafe in Friedenszeiten verbietet, verpflichtet hat, diese abzuschaffen.

### Nichtregierungsorganisationen
Mit Beschluss Nr. 10-P vom 8. April 2014 hat das Gericht das Gesetz zur Änderung des Gesetzes über die  Nichtregierungsorganisationen für verfassungsgemäß erklärt, wonach sich russische Nichtregierungsorganisationen (NGOs) seit Juli 2012 als "ausländische Agenten" registrieren lassen müssen, wenn sie politisch tätig sind und finanzielle Unterstützung aus dem Ausland erhalten.

### Urteile des EGMR
Mit Entscheidung vom 14. Juli 2015 Nr. 21-P nahm das Verfassungsgericht zum Verhältnis der russischen Verfassung zu den Urteilen des Europäischen Gerichtshofs für Menschenrechte Stellung. Es weist zunächst darauf hin, dass die Europäische Konvention zum Schutz der Menschenrechte und Grundfreiheiten durch die Ratifikation und den Beitritt zum Europarat 1996 Bestandteil des Rechtssystems der Russischen Föderation geworden sei. Ungeachtet der Verbindlichkeit von Entscheidungen des EGMR dürften diese jedoch nicht vollstreckt werden, wenn sie „den grundlegenden Verfassungswerten der Russischen Föderation widersprechen“. In der Folge hat die Duma mit Gesetz vom 14. Dezember 2016 eine Ergänzung des Gesetzes über das Verfassungsgericht beschlossen, durch die ein spezielles Verfahren zur Überprüfung der Vollstreckbarkeit von Entscheidungen internationaler Organisationen eingeführt wurde. Das Gericht kann die Vollstreckbarkeit dann verneinen, wenn die Entscheidungen den Grundlagen des staatlichen Aufbaus der Russischen Föderation oder den in der Verfassung niedergelegten Grundrechten widerspricht. Hintergrund war die erfolgreiche Klage ehemaliger Yukos-Eigner vor dem EGMR, der Russland zur Zahlung von 1,9 Milliarden Euro Schadenersatz verurteilt hatte.